# 天津的成长
《天津的成长》（英語：The growth of Tientsin），英国人雷穆森（O.D.Rasmussen）于1920年代以英文所撰写，1924年由天津印字馆出版单行本，天津法文图书馆发行，是雷穆森在天津任职期间专门撰写的有关天津历史的著作之一。虽名为“天津”的成长，但实际上其内容皆以外国租界为主，是西方人研究天津租界以及天津的重要史料。

## 内容

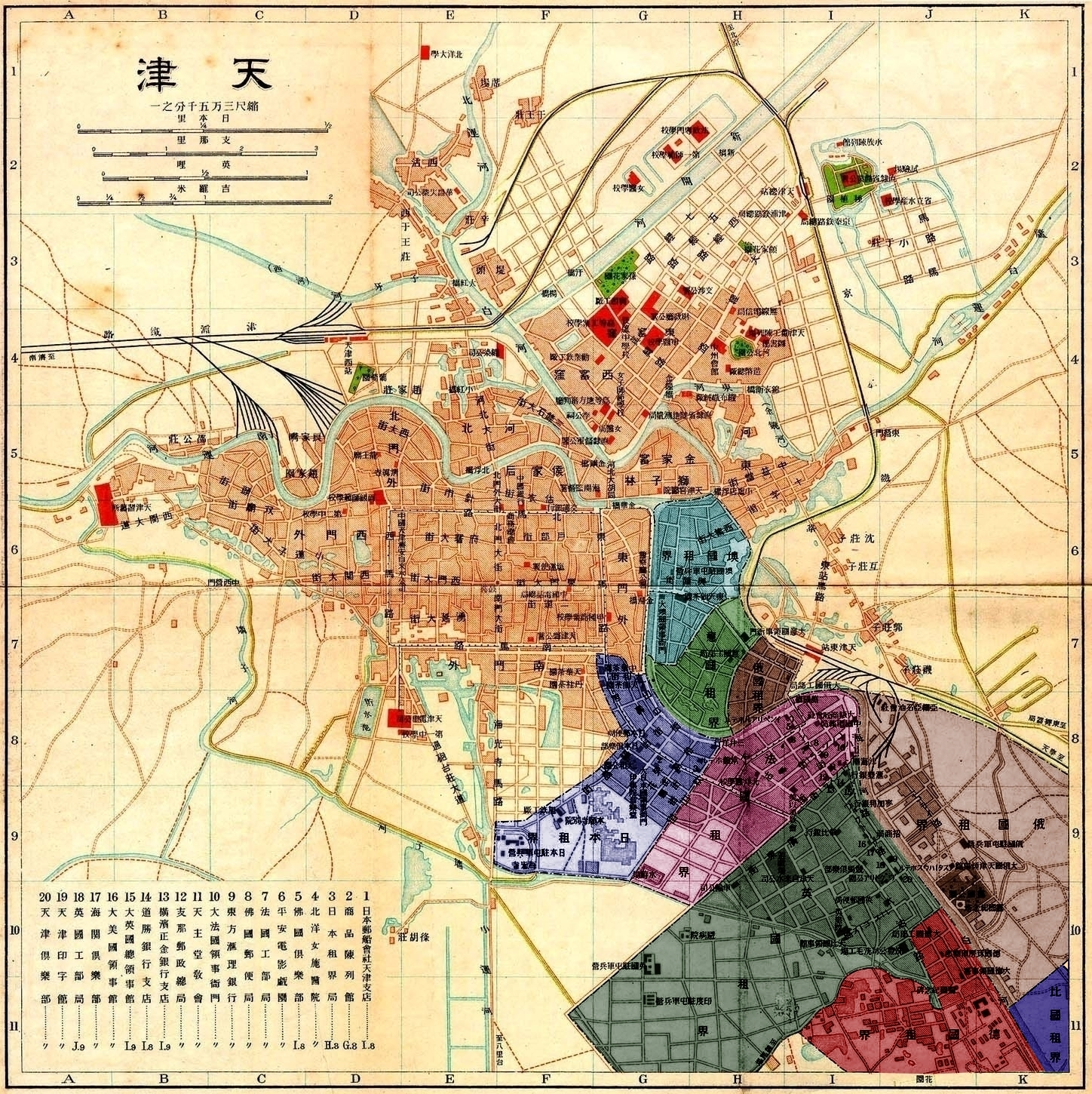
天津租界地图：
海河东岸：
天津奥租界
天津意租界
天津俄租界（两部分）
天津比租界海河西岸：
天津日租界
天津法租界
天津英租界
天津德租界

雷穆森(O.D.Rasmussen)，英国肯特郡人。1906年前后来到中国，期间主要生活在天津，先后在天津的外国媒体《华北商业》《华北明星报》《东方时报》任编辑和记者等职。《天津的成长》一书最初连载于雷穆森任职的《东方时报》，记载了天津近代的发展和变迁。在编撰此书的过程中，雷穆森查阅了7个国家行政实体的六种语言的资料，才得以将各个租界的发展情况、甚至财政数据呈现于书中。《天津的成长》详细记载了九国租界中英、法、日、俄、意、比六国租界自成立初期到成书之时的发展情况以及未来的规划。因当时美租界已被并投入英租界，故不单独列出记述。此外，还包括成书之时已经因一战爆发而被中国军警接管为特别行政区的前天津德租界和前天津奥匈帝国租界的历史情况和现状。最后分别叙述了当时天津近代开中国之先河的教育、医疗以及司法发展情况，书的尾篇记述了当时天津城区的现状。

## 再版情况
《天津的成长》一书初版1924年由天津印字馆出版单行本，天津法文图书馆发行。而此书的中文译文，最初与20世纪60年代与它的姊妹篇《天津插图本史纲》一同由许逸凡和赵地两位先生翻译并刊登在《天津历史资料》的第二期和第十期上，作为天津近代史以及天津租界史的重要史料供学者研究。在2004年天津市纪念设卫建城600周年的时候，编纂天津通史被提上日程。《天津的成长》也是借由这个机会，被重新校对、翻译与其姊妹篇《天津插图本史纲》一同被合并再版为《天津租界史》，2009年1月由天津人民出版社出版印刷，2010年再次印刷。目前，天津图书馆古籍部保存着《天津的成长》一书的英文原始版本，且保存完好。

## 文献
- （英文）O.D.Rasmussen. . 天津: 天津印字馆（1924）.
- （中文）雷穆森O.D.Rasmussen. . 许逸凡、赵地翻译，刘海岩校订. 天津: 天津人民出版社（2008）ISBN 978-7-201-06088-0.